# Ramón Castejón
Ramón Castejón Bajils (Vilanova de Meyá, c. 1827-Lérida, 1887) fue un político español, diputado a Cortes durante el Sexenio Democrático.

## Biografía
Nació según la fuente en 1827 en la comarca de La Noguera o en 1830 en la villa leridana de Meyá, en el seno de una familia acomodada. Involucrado a favor del partido republicano, participó en la revolución de Septiembre. En las elecciones a Cortes constituyentes de 1869, se presentó como republicano y obtuvo escaño de diputado por el distrito de Lérida. En las elecciones de 1873 volvió a obtener escaño de diputado, en esta ocasión por el distrito de Balaguer. Castejón, que también fue alcalde de Lérida en un par de ocasiones, además de gobernador de Valencia y Barcelona, falleció hacia comienzos de marzo de 1887 en dicha localidad, en la que por entonces era jefe del partido posibilista.